# C. J. Chenier
C. J. Chenier (Port Arthur, EE. UU., 28 de septiembre de 1957) es un acordeonista, guitarrista y cantante de música zydeco. 
Es hijo del gran acordeonista Clifton Chenier, y uno de los más conocidos músicos cajún actuales.
Actúa al frente de la banda histórica de su padre, la Red Hot Louisiana Band, y ha editado en el sello especializado en blues Alligator Records. Inicialmente comenzó tocando el saxo, instrumento con el que se incorporó a la banda de su padre en 1978, con sólo 21 años. A mediados de los años 1980, cuando aquel enfermó, C. J. pasó a tomar el papel de acordeonista y cantante de la banda.
Además, ha participado en discos de otros artistas, como el también grupo cajún Steve Riley and the Mamou Playboys.

## Discografía

### C. J. Chenier & The Red Hot Louisiana Band
- Hot Rod (Slash Records), 1990
- My Baby Don't Wear No Shoes (Arhoolie Records), 1992[4]
- Too Much Fun (Alligator Records), 1995
- The Big Squeeze (Alligator Records), 1996
- Step It Up! (Alligator Records), 2001

### C. J. Chenier
- I Ain't No Playboy (Slash Records), 1992
- The Desperate Kingdom Of Love (World Village Records), 2006
- Can't Sit Down (World Village Records), 2011

### Ediciones limitadas
- Live at 2012 New Orleans Jazz & Heritage Festival (Munck Music), 2012[5]
- Live at 2013 New Orleans Jazz & Heritage Festival (Munck Music), 2013[6]
- Live at 2014 New Orleans Jazz & Heritage Festival (Munck Music), 2014[7]
- Live at 2015 New Orleans Jazz & Heritage Festival (Munck Music), 2015[8]
- Live at 2016 New Orleans Jazz & Heritage Festival (Munck Music), 2016[9]
- Live at 2017 New Orleans Jazz & Heritage Festival (Munck Music), 2017[10]
- Live at 2018 New Orleans Jazz & Heritage Festival (Munck Music), 2018[11]
- Live at 2019 New Orleans Jazz & Heritage Festival (Munck Music), 2019[12]